# Tour der neuseeländischen Rugby-Union-Nationalmannschaft nach Europa und Kanada 1924/25
| Tour der All Blacks nach Europa und Kanada 1924/25 | Tour der All Blacks nach Europa und Kanada 1924/25 | Tour der All Blacks nach Europa und Kanada 1924/25 | Tour der All Blacks nach Europa und Kanada 1924/25 | Tour der All Blacks nach Europa und Kanada 1924/25 |
| Übersicht                                          | S                                                  | G                                                  | U                                                  | N                                                  |
| -------------------------------------------------- | -------------------------------------------------- | -------------------------------------------------- | -------------------------------------------------- | -------------------------------------------------- |
| Test Matches                                       | 04                                                 | 04                                                 | 0                                                  | 0                                                  |
| Sonstige Spiele                                    | 28                                                 | 28                                                 | 0                                                  | 0                                                  |
| Gesamt                                             | 32                                                 | 32                                                 | 0                                                  | 0                                                  |
|                                                    |                                                    |                                                    |                                                    |                                                    |
| England                                            | 01                                                 | 01                                                 | 0                                                  | 0                                                  |
| Frankreich                                         | 01                                                 | 01                                                 | 0                                                  | 0                                                  |
| Irland                                             | 01                                                 | 01                                                 | 0                                                  | 0                                                  |
| Wales                                              | 01                                                 | 01                                                 | 0                                                  | 0                                                  |

Die Tour der neuseeländischen Rugby-Union-Nationalmannschaft nach Europa und Kanada 1924/25 umfasste eine Reihe von Freundschaftsspielen der All Blacks, der Nationalmannschaft Neuseelands in der Sportart Rugby Union. Das Team reiste von September 1924 bis Februar 1925 durch Großbritannien, Irland, Frankreich und Kanada. Es bestritt während dieser Zeit 32 Spiele, darunter vier Test Matches. Die All Blacks entschieden sämtliche Spiele für sich, weshalb sie den Spitznamen The Invincibles („die Unbesiegbaren“) erhielten.

## Ereignisse
Tourkapitän war Cliff Porter, der aber verletzungsbedingt nur 17 Spiele bestreiten konnte und für die übrigen Partien durch Johnstone Richardson ersetzt wurde. Herausragender Spieler war George Nepia, der als einziger in allen 32 Begegnungen zum Einsatz kam. Beim Test Match gegen England am 3. Januar kam es zum ersten Platzverweis in einem internationalen Rugbyspiel, er betraf den Neuseeländer Cyril Brownlie.
Auf ihrer Rückreise machten die All Blacks einen Zwischenhalt in der westkanadischen Provinz British Columbia, wo sie zwei Spiele gegen lokale Auswahlteams bestritten.

## Spielplan
- Hintergrundfarbe grün = Sieg

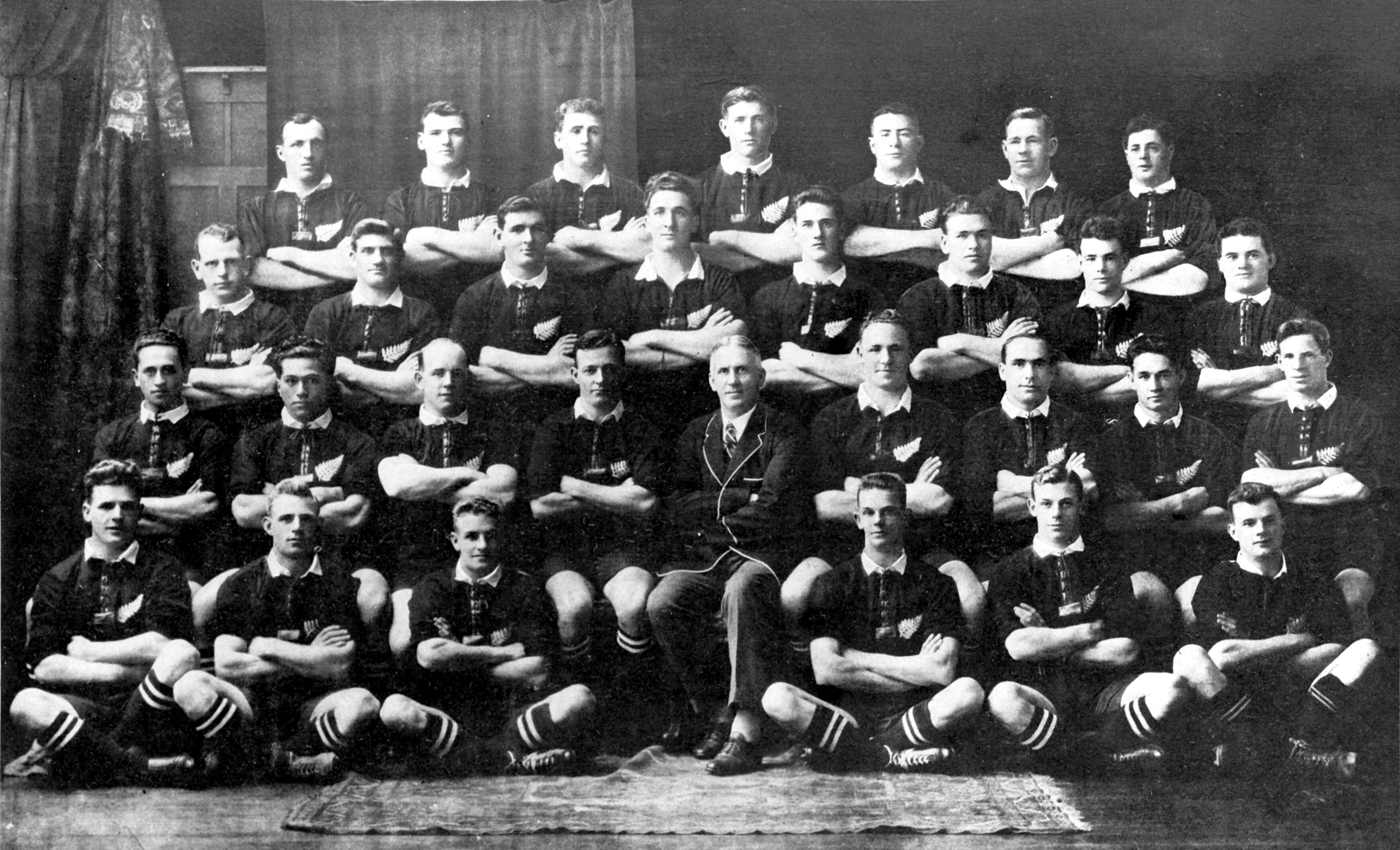
Das neuseeländische Team während der Tour von 1924/25

(Test Matches sind grau unterlegt; Ergebnisse aus der Sicht Neuseelands)
| #  | Datum              | Gegner                                 | Ort               | Stadion                 | Ergebnis |
| -- | ------------------ | -------------------------------------- | ----------------- | ----------------------- | -------- |
| 01 | 13. September 1924 | Devon Rugby Football Union             | Devonport         | Rectory Ground          | 11:0     |
| 02 | 18. September 1924 | Cornwall Rugby Football Union          | Camborne          | Recreation Ground       | 29:0     |
| 03 | 20. September 1924 | Somerset Rugby Football Union          | Weston-super-Mare | Weston Ground           | 6:0      |
| 04 | 25. September 1924 | Gloucestershire Rugby Football Union   | Gloucester        | Kingsholm Stadium       | 6:0      |
| 05 | 27. September 1924 | Swansea RFC                            | Swansea           | St Helen’s              | 39:3     |
| 06 | 02. Oktober 1924   | Newport RFC                            | Newport           | Rodney Parade           | 13:10    |
| 07 | 04. Oktober 1924   | Leicester Tigers                       | Leicester         | Welford Road Stadium    | 27:0     |
| 08 | 08. Oktober 1924   | North Midlands Rugby Football Union    | Birmingham        | Villa Park              | 40:3     |
| 09 | 11. Oktober 1924   | Cheshire Rugby Football Union          | Birkenhead        | Birkenhead Park         | 18:5     |
| 10 | 15. Oktober 1924   | Durham County Rugby Football Union     | Sunderland        | Roker Park              | 43:7     |
| 11 | 18. Oktober 1924   | Yorkshire Rugby Football Union         | Manchester        | Old Trafford            | 42:4     |
| 12 | 22. Oktober 1924   | Lancashire County Rugby Football Union | Orange            | Wade Park               | 23:0     |
| 13 | 25. Oktober 1924   | Cumberland County                      | Carlisle          | Brunton Park            | 41:0     |
| 14 | 01. November 1924  | Irland                                 | Dublin            | Lansdowne Road          | 6:0      |
| 15 | 05. November 1924  | Ulster Rugby                           | Belfast           | Ravenhill Stadium       | 28:6     |
| 16 | 08. November 1924  | Northumberland Rugby Football Union    | Gosforth          | Gosforth Ground         | 27:4     |
| 17 | 11. November 1924  | Cambridge University RUFC              | Cambridge         | Grange Road             | 5:0      |
| 18 | 15. November 1924  | London Counties                        | London            | Twickenham Stadium      | 31:6     |
| 19 | 20. November 1924  | Oxford University RFC                  | Oxford            | Iffley Road             | 33:15    |
| 20 | 22. November 1924  | Cardiff RFC                            | Cardiff           | Cardiff Arms Park       | 16:8     |
| 21 | 29. November 1924  | Wales                                  | Swansea           | St Helen’s              | 19:0     |
| 22 | 02. Dezember 1924  | Llanelli RFC                           | Llanelli          | Stradey Park            | 8:3      |
| 23 | 06. Dezember 1924  | East Midlands Rugby Football Union     | Northampton       | County Cricket Ground   | 31:7     |
| 24 | 11. Dezember 1924  | Warwickshire Rugby Football Union      | Coventry          | Highfield Road          | 20:0     |
| 25 | 13. Dezember 1924  | Combined Services                      | London            | Twickenham Stadium      | 25:3     |
| 26 | 17. Dezember 1924  | Hampshire Rugby Football Union         | Portsmouth        | Fratton Park            | 22:0     |
| 27 | 27. Dezember 1924  | London Counties                        | London            | Rectory Field           | 28:3     |
| 28 | 03. Januar 1925    | England                                | London            | Twickenham Stadium      | 17:11    |
| 29 | 11. Januar 1925    | Sélection français                     | Colombes          | Stade Olympique         | 37:8     |
| 30 | 18. Januar 1925    | Frankreich                             | Toulouse          | Stade des Ponts-Jumeaux | 30:6     |
| 31 | 14. Februar 1925   | Vancouver                              | Vancouver         | Brockton Point Oval     | 49:0     |
| 32 | 18. Februar 1925   | Victoria (B.C.)                        | Victoria          | Victoria Ground         | 68:4     |

## Test Matches
| 1. November 1924 | Irland | 0 : 6   | Neuseeland                             | Lansdowne Road, Dublin Zuschauer: 25.000 Schiedsrichter: Albert Freethy (Wales) |
| 1. November 1924 |        | Bericht | Versuche: Svenson Erhöhungen: Nicholls | Lansdowne Road, Dublin Zuschauer: 25.000 Schiedsrichter: Albert Freethy (Wales) |

Aufstellungen:
- Irland: Norman Brand, James Clinch, William Collis, Richard Collopy, William Crawford, Robert Crichton, James Gardiner, Frank Hewitt, Tom Hewitt, Thomas McClelland, John McDowell, Jim McVicker, Alex Spain, George Stephenson , Henry Stephenson
- Neuseeland: Maurice Brownlie, Albert Cooke, Leslie Cupples, Bill Dalley, Quentin Donald, Augustine Hart, William Irvine, Fred Lucas, Read Masters, George Nepia, Mark Nicholls, James Parker, Johnstone Richardson , Kenneth Svenson, Andrew White

| 29. November 1924 | Wales | 0 : 19         | Neuseeland                                                                              | St Helen’s, Swansea Zuschauer: 50.000 Schiedsrichter: Joseph Brunton (England) |
| 29. November 1924 |       | (0:11) Bericht | Versuche: M. Brownlie Irvine (2) Svenson Erhöhungen: Nicholls (2) Straftritte: Nicholls | St Helen’s, Swansea Zuschauer: 50.000 Schiedsrichter: Joseph Brunton (England) |

Aufstellungen:
- Wales: Bobby Delahay, Ernest Finch, Jack Gore, Rowe Harding, Albert Jenkins, Tom Johnson, Douglas Marsden-Jones, Dai Hiddlestone, Steve Morris, Dai Parker, Charles Pugh, Albert Stock, Jack Wetter , Clifford Williams, Edwin Williams
- Neuseeland: Cyril Brownlie, Maurice Brownlie, Albert Cooke, Leslie Cupples, Quentin Donald, William Irvine, Read Masters, James Mill, Neil McGregor, George Nepia, Mark Nicholls, James Parker, Johnstone Richardson , Jack Steel, Kenneth Svenson

| 3. Januar 1925 | England                                                                   | 11 : 17       | Neuseeland                                                                            | Twickenham Stadium, London Zuschauer: 60.000 Schiedsrichter: Albert Freethy (Wales) |
| 3. Januar 1925 | Versuche: Cove-Smith Kittermaster Erhöhungen: Conway Straftritte: Corbett | (3:9) Bericht | Versuche: M. Brownlie Parker Steel Svenson Erhöhungen: Nicholls Straftritte: Nicholls | Twickenham Stadium, London Zuschauer: 60.000 Schiedsrichter: Albert Freethy (Wales) |

Aufstellungen:
- England: Arthur Blakiston, Jim Brough, Geoffrey Conway, Leonard Corbett, Ronald Cove-Smith, Vivian Davies, Reginald Edwards, John Gibbs, Richard Hamilton-Wickes, Ronald Hillard, Harold Kittermaster, Samuel Tucker, Thomas Voyce, Wavell Wakefield , Arthur Young
- Neuseeland: Cyril Brownlie, Maurice Brownlie, Albert Cooke, Quentin Donald, William Irvine, Read Masters, Johnstone Richardson , Neil McGregor, James Mill, George Nepia, Mark Nicholls, James Parker, Jack Steel, Kenneth Svenson, Andrew White

| 18. Januar 1925 | Frankreich                         | 6 : 30         | Neuseeland                                                                                | Stade des Ponts-Jumeaux, Toulouse Zuschauer: 30.000 Schiedsrichter: H. E. B. Wilkins (England) |
| 18. Januar 1925 | Versuche: Cassayet-Armagnac Ribère | (0:17) Bericht | Versuche: Cooke (2) Irvine Porter Richardson Steel Svenson White Erhöhungen: Nicholls (3) | Stade des Ponts-Jumeaux, Toulouse Zuschauer: 30.000 Schiedsrichter: H. E. B. Wilkins (England) |

Aufstellungen:
- Frankreich: Marcel Baillette, Jacques Ballarin, Alex Bioussa, Jean Boubée, Aimé Cassayet-Armagnac , André Chilo, Yves du Manoir, René Halet, Adolphe Jauréguy, Auguste Laurent, Jean Marcet, André Maury, Camille Montade, Roger Piteu, Eugène Ribère
- Neuseeland: Cyril Brownlie, Maurice Brownlie, Albert Cooke, Quentin Donald, William Irvine, Fred Lucas, Read Masters, James Mill, George Nepia, Mark Nicholls, Cliff Porter , Johnstone Richardson, Jack Steel, Kenneth Svenson, Andrew White

## Kader

### Management
- Tourmanager: Stanley Dean
- Kapitän: Cliff Porter

### Spieler
| Spieler         | Position         | Mannschaft  | Anzahl Spiele |
| --------------- | ---------------- | ----------- | ------------- |
| Cecil Badeley   | Halbspieler      | Auckland    | 2             |
| Albert Cooke    | Halbspieler      | Auckland    | 25            |
| Neil McGregor   | Halbspieler      | Canterbury  | 20            |
| Mark Nicholls   | Halbspieler      | Wellington  | 17            |
| Lui Paewai      | Halbspieler      | Hawke’s Bay | 7             |
| Handley Brown   | Dreiviertelreihe | Taranaki    | 13            |
| Augustine Hart  | Dreiviertelreihe | Taranaki    | 14            |
| Fred Lucas      | Dreiviertelreihe | Auckland    | 15            |
| Alan Robilliard | Dreiviertelreihe | Canterbury  | 6             |
| Kenneth Svenson | Dreiviertelreihe | Wellington  | 22            |
| Jack Steel      | Dreiviertelreihe | West Coast  | 17            |
| George Nepia    | Schlussmann      | Hawke’s Bay | 32            |

| Spieler              | Position             | Mannschaft       | Anzahl Spiele |
| -------------------- | -------------------- | ---------------- | ------------- |
| Bill Dalley          | Zweite-Reihe-Stürmer | Canterbury       | 13            |
| James Mill           | Zweite-Reihe-Stürmer | Hawke’s Bay      | 20            |
| James Parker         | Flügelstürmer        | Canterbury       | 18            |
| Cliff Porter         | Flügelstürmer        | Wellington       | 17            |
| Cyril Brownlie       | Stürmer              | Hawke’s Bay      | 17            |
| Maurice Brownlie     | Stürmer              | Hawke’s Bay      | 25            |
| Leslie Cupples       | Stürmer              | Bay of Plenty    | 18            |
| Quentin Donald       | Stürmer              | Wairarapa        | 22            |
| Ian Harvey           | Stürmer              | Wairarapa        | 8             |
| William Irvine       | Stürmer              | Hawke’s Bay      | 27            |
| Read Masterss        | Stürmer              | Canterbury       | 23            |
| Brian McCleary       | Stürmer              | Canterbury       | 9             |
| Abe Munro            | Stürmer              | Otago            | 5             |
| Johnstone Richardson | Stürmer              | Transvaal        | 23            |
| Ronald Stewart       | Stürmer              | South Canterbury | 10            |
| Alf West             | Stürmer              | Taranaki         | 12            |
| Andrew White         | Stürmer              | Southland        | 23            |